# Wotrubakirche

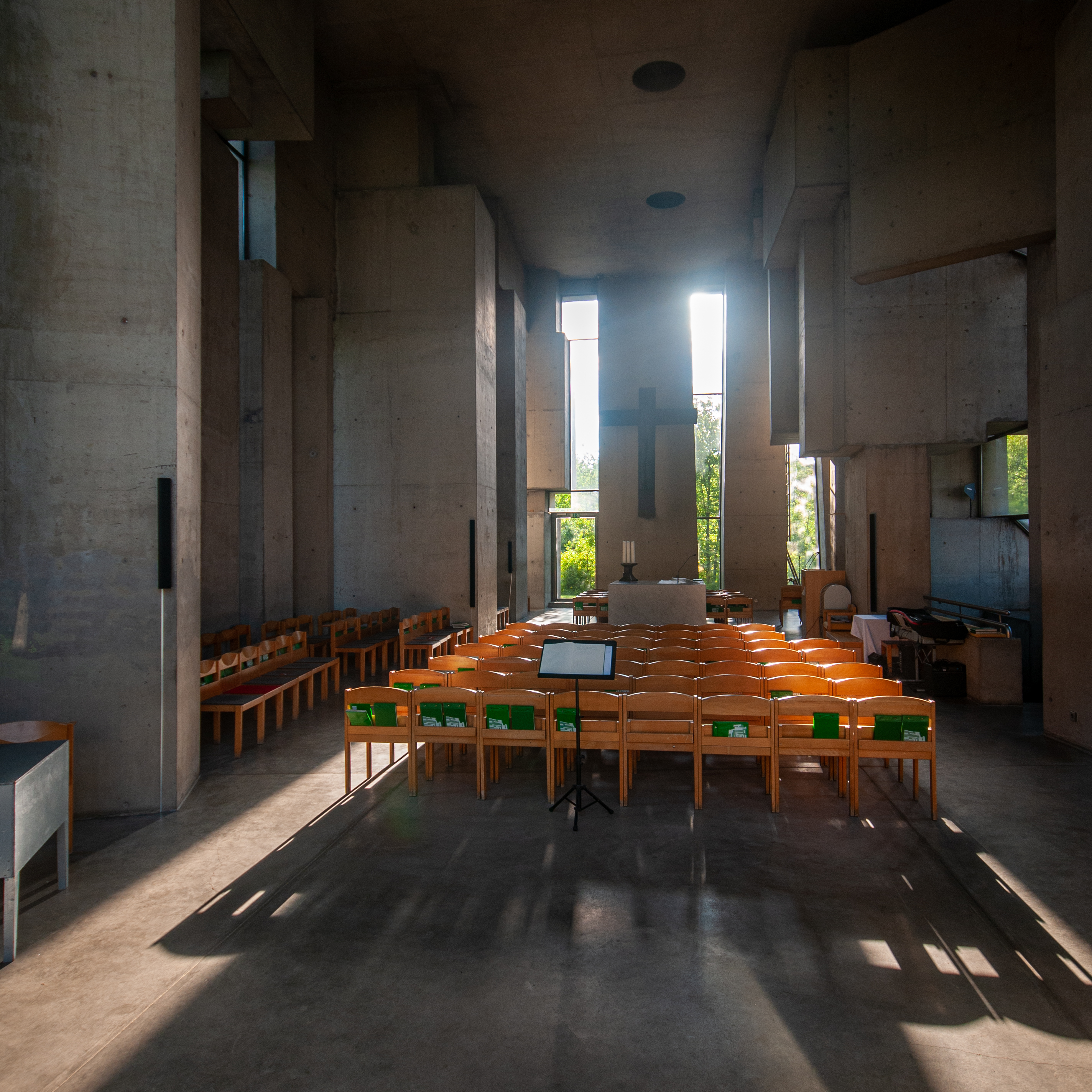
Interiörbild.

Kirche Zur Heiligsten Dreifaltigkeit (Den heligaste trefaldighetens kyrka), mer känd som Wotrubakirche, är en kyrkobyggnad belägen i stadsdelen Mauer i Wien. Byggnaden tillhör en romersk-katolsk församling och uppfördes mellan åren 1974 och 1976 efter ritningar av skulptören Fritz Wotruba. Wotruba avled innan kyrkan var färdig och ritningar och gestaltning färdigställdes av arkitekt Fritz G. Mayr.

## Arkitektur
Kyrkan, som mer påminner om en jättelik skulptur än en traditionell byggnad, består av 152 asymmetriskt placerade betongblock i olika storlekar, vilka omsluter ett tämligen dunkelt kyrkorum med komplex geometri. Ljusinsläpp sker via fönster i "sprickorna" mellan blocken. Den dramatiska och annorlunda arkitekturen mötte till en början motstånd, särskilt från närboende, men idag är kyrkan en turistattraktion i området. Platsen runt kyrkan, som under Andra världskriget var en militäranläggning, fungerar idag som park.